# Datu Paglas
Datu Paglas è una municipalità di quinta classe delle Filippine, situata nella Provincia di Maguindanao, nella Regione Autonoma nel Mindanao Musulmano.
Datu Paglas è formata da 23 baranggay:
- Alip (Pob.)
- Bonawan
- Bulod
- Damalusay
- Damawato
- Datang
- Elbebe
- Kalumenga (Kalumanga)
- Katil
- Lomoyon
- Madidis

- Makat
- Malala
- Mangadeg
- Manindolo
- Mao
- Napok
- Palao sa Buto
- Poblacion
- Puya
- Salendab
- Sepaka